# Masters 1971 (tennis)
De Masters 1971 in tennis werden van 4 tot en met 12 december 1971 gehouden in de Stade Pierre-de-Coubertin in Boston. Er werd indoor op hardcourtbanen gespeeld. Het deelnemersveld bestond uit de beste zeven spelers.
De wedstrijd tussen Ilie Năstase en Pierre Barthès werd niet gespeeld, omdat Năstase al zeker was van de eindoverwinning.

## Speelschema
|                   | Năstase       | Richey        | Barthès       | Kodeš         | Smith         | Franulović    | Graebner      |
| Ilie Năstase      |               | 5–7, 6–4, 8–6 | –             | 5–7, 6–2, 6–2 | 5–7, 7–6, 6–3 | 3–6, 6–1, 6–2 | 6–3, 6–2      |
| Cliff Richey      | 7–5, 4–6, 6–8 |               | 6–3, 6–3      | 6–2, 3–6, 6–3 | 6–4, 2–6, 7–9 | 6–4, 6–3      | 7–6, 4–6, 3–6 |
| Pierre Barthès    | –             | 3–6, 3–6      |               | 6–3, 6–4      | 4–6, 7–6, 3–6 | 7–5, 4–6, 6–3 | 6–1, 7–6      |
| Jan Kodeš         | 7–5, 2–6, 2–6 | 2–6, 6–3, 3–6 | 3–6, 4–6      |               | 6–4, 3–6, 6–4 | 6–4, 2–6, 7–5 | 7–6, 6–4      |
| Stan Smith        | 7–5, 6–7, 3–6 | 4–6, 6–2, 9–7 | 6–4, 6–7, 6–3 | 4–6, 6–3, 4–6 |               | 6–4, 6–4      | 3–6, 7–5, 6–3 |
| Željko Franulović | 6–3, 1–6, 2–6 | 4–6, 3–6      | 5–7, 6–4, 3–6 | 4–6, 6–2, 5–7 | 4–6, 4–6      |               | 6–4, 7–6      |
| Clark Graebner    | 3–6, 2–6      | 6–7, 6–4, 6–3 | 1–6, 6–7      | 6–7, 4–6      | 6–3, 5–7, 3–6 | 4–6, 6–7      |               |

### Ranglijst
| Player            | RR W-L | Sets W-L | Games W-L | Standings |
| ----------------- | ------ | -------- | --------- | --------- |
| Ilie Năstase      | 5–0    | 10–4     | 81–58     | 1         |
| Stan Smith        | 4–2    | 10–6     | 95–84     | 2         |
| Cliff Richey      | 3–3    | 9–7      | 85–80     | 3         |
| Jan Kodeš         | 3–3    | 8–8      | 72–83     | 4         |
| Pierre Barthès    | 3–2    | 6–5      | 62–59     | 5         |
| Željko Franulović | 1–5    | 5–10     | 63–81     | 6         |
| Clark Graebner    | 1–5    | 3–11     | 65–81     | 7         |